# Ornithomya extensa
Ornithomya extensa är en tvåvingeart som beskrevs av Maa 1967. Ornithomya extensa ingår i släktet Ornithomya och familjen lusflugor. Inga underarter finns listade i Catalogue of Life.